# Patty
Patricia Fink známá pod jménem Patty (japonsky パティ) (* 5. listopadu 1960, Saitama, Japonsko), je japonská popová zpěvačka, populární zejména v 80. letech 20. století. Pochází z Irumy v prefektuře Saitama.

## Život
Patricia se narodila japonsko-americkému páru na letecké základně Iruma nedaleko Tokia. Je nejstarší ze tří sourozenců, jejím otcem je důstojník amerického letectva, matka Japonka Hiroko Takahashi. Do roku 1975 studovala střední školy Kubasaki a Kadena na Okinawě, druhý stupeň absolvovala v roce 1980 na střední škole Yokotta ve Fusse u Tokia. V současnosti žije v Tampě na Floridě.

## Kariéra
Svoji první skladbu, soundtrack k filmu My Life, natočila pod vlastním jménem ještě na střední škole, v roce 1979. Jako Patty debutovala v únoru 1980 vydáním singlu s ústřední písní televizního seriálu Sun of Utopia (太陽のユートピア – Taiyo no Utopia). V České republice je známá především její titulní skladba k seriálu Goro – bílý pes Yesterday Is Gone (この夢の果てまで – Kono jume no hate made). Její skladby jsou charakteristické čistým hlasem, jasnou melodií a texty s plynulými přechody mezi angličtinou a japonštinou. Během své kariéry nazpívala, kromě samostatných skladeb, melodie k několika japonským televizním seriálům, působila v rozhlase a v roli lektorky a moderátorky pravidelně uváděla pořad o americké angličtině.

## Vydaná alba
- Far Away (1980)
- Second Impression (1981)
- Patty Best (2003)